# Tizi Loufaga (Maroc)
Douar Tizi Loufaga  (en berbère rifain : ⴷⵛⴰⵔ ⵜⵉⵣⵉ ⵍⵓⴼⴰⴳⴰ, en arabe rifain : دوار تيزي لوفاقا) est un douar situé entre la commune rurale d'Aghbal et la commune rurale de Aïchoun, dans la région des Ayt Iznassen (Rif) .
Tizi signifie « col de montagne» en berbère rifain.
C'est le territoire des Ayt Tizi (composée de deux tribus berbères, dont les Ayt Yaḥia et les Ayt Bouazza), qui sont une tribu faisant partie de la tribu des Ayt Bou Idir (Beni Bou Yaḥyi) des Ayt Ghazi des Ayt Dayem des Ayt Iznassen. Ces deux tribus des Oulad Yaḥia et des Oulad Bouazza, étaient déjà originaires du Rif avant d'intégrer la tribu rifaine des Ayt Iznassen, lors de sa création au 19ème siècle,, plus précisément de la tribu des Beni Bou Yaḥyi (Ayt Bou Idir) de Tiztoutine, à 9km à l'ouest d'Al-Aroui.

## Localisation
|                           | Saïdia Laatamna |              |
| Jrawa Aïn Reggada Berkane | Tizi Loufaga    | Aghbal Ahfir |
|                           | Fezouane        |              |